# Historia del uniforme del Club Atlético All Boys
El color blanco fue elegido como bandera e insignia del club en relación con la pureza y la lealtad que deberían conseguir las actividades que se desarrollaran en el ámbito institucional. El negro se le sumó una vez que el club tuvo su primera formación futbolística y como consecuencia, del primer juego de camisetas que se consiguió como vestimenta, dado que las mismas eran blancas con cuello en color negro. En 1913 el Club Atlético All Boys usaba por primera vez una camiseta blanca con puños y cuello negro, las cuales habían sido hechas por las esposas y madres de los jugadores para el primer partido de la historia a pesar ser en modalidad amistosa.

### Colores actuales
- Uniforme titular: Camiseta blanca, pantalón blanco y medias blancas con detalles negros.

- Uniforme suplente: Camiseta negra con franja en degradé blanco, pantalón negro y medias negras con detalles blancos.

- Uniforme alternativo: Camiseta azul con franja con detalles negros, pantalón azul y medias azules con detalles negros.

### Indumentaria y Patrocinador
Indumentaria y publicidad por período
| Período       | Logo | Proveedor  |
| ------------- | ---- | ---------- |
| 1978-1981     |      | Adidas     |
| 1982-1984     | -    | Zeus       |
| 1985-1988     | -    | Elección   |
| 1988-1990     | -    | Bruni      |
| 1990-1991     |      | Taiyo      |
| 1991-1992     | -    | Bruni      |
| 1992-1994     |      | Nanque     |
| 1994-1998     |      | Puma       |
| 1998-2000     |      | Mitre      |
| 2000-2002     |      | Sport 2000 |
| 2002-2003     |      | Topper     |
| 2003-2004     |      | Fila       |
| 2004-2007     |      | Sport 2000 |
| 2007-2010     |      | Balonpié   |
| 2010-2012     |      | Signia     |
| 2012-2014     |      | Balonpié   |
| 2015-2016     |      | Signia     |
| 2017-2021     |      | Retiel     |
| 2021-2022     |      | Coach      |
| 2023-Presente |      | AB (*)     |

| Período       | Logo | Patrocinador            |
| ------------- | ---- | ----------------------- |
| 1982-1984     | -    | Zeus                    |
| 1985-1988     |      | Mantecol                |
| 1988-1989     | -    | El Abuelo               |
| 1989-1991     |      | Mantecol                |
| 1991-1993     |      | Inca Seguros            |
| 1993-1994     |      | Alfajores Guaymallén    |
| 1994-1995     |      | Inca Seguros            |
| 1995-1996     |      | Esco                    |
| 1996-1997     |      | Sinteplast              |
| 1997-1998     | -    | Descartables Bibo       |
| 1998-1999     | -    | Crown Mustang           |
| 1999-2000     |      | General American        |
| 2000-2002     |      | Fiambres 214            |
| 2002-2003     |      | Multienvase             |
| 2003-2005     | -    | S'office                |
| 2005-2018     |      | Lácteos Barraza         |
| 2018-2022     |      | La Nueva Seguros        |
| 2023-Presente | -    | Dimex Herpaco Mom Sport |

| Período       | Logo             | Patrocinador                  |
| ------------- | ---------------- | ----------------------------- |
| 1998-1999     |                  | UHU                           |
| 2000-2001     | -                | Riosma                        |
| 2001-2005     | -                | Tokke                         |
| 2003-2005     | -                | Estudio Dborkin & Asociados   |
| 2005-2006     | -                | S'office                      |
| 2006-2007     | -                | Mejoral                       |
| 2006-2007     |                  | La Nueva Seguros              |
| 2006-2008     | -                | Casa Notari                   |
| 2007-2010     | -                | Parrilla La Brigada           |
| 2008-2009     | -                | Tino                          |
| 2009-2010     | -                | Casa Notari                   |
| 2010-2014     |                  | La Nueva Seguros              |
| 2010-2014     | -                | Auto Novo                     |
| 2012-2014     | -                | Las Buenas Artes              |
| 2014-2015     | -                | Telekino                      |
| 2015-2017     |                  | Secco                         |
| 2015-2017     | Fizbay           |                               |
| 2016          | -                | Losa                          |
| 2016          | -                | Pealco                        |
| 2017-2018     |                  | Secco                         |
| 2017-2018     | Fizbay           |                               |
| 2017-2018     | -                | CENDA                         |
| 2017-2018     | -                | Lumilagro                     |
| 2017-2018     | Multienvase      |                               |
| 2017-2018     | La Nueva Seguros |                               |
| 2018-2019     | -                | Obra Social de Aeronavegantes |
| 2018-2019     | -                | Alcala SRL                    |
| 2018-2019     | Fizbay           |                               |
| 2018-2019     | Secco            |                               |
| 2018-2019     | -                | Medical CFC                   |
| 2018-2019     | -                | L-Motion                      |
| 2018-2019     | -                | Laboratorios Richet           |
| 2018-2019     | Lácteos Barraza  |                               |
| 2019-2020     |                  | Fizbay                        |
| 2019-2020     | -                | Dimex                         |
| 2019-2020     | -                | CEMEPLA                       |
| 2019-2020     | -                | Duracril                      |
| 2021          |                  | Fizbay                        |
| 2021          | -                | Kick Soccer                   |
| 2021          | -                | CEMEPLA                       |
| 2021          | Lácteos Barraza  |                               |
| 2021          | -                | Dimex                         |
| 2021          | -                | Pimatec                       |
| 2022-Presente |                  | Fizbay                        |
| 2022-Presente | -                | Bronzen                       |
| 2022-Presente | -                | RG Materiales                 |
| 2022-Presente | Lácteos Barraza  |                               |
| 2022-Presente | -                | Dimex                         |
| 2022-Presente | -                | Pimatec                       |
| 2022-Presente | -                | Duracril                      |
| 2022-Presente | -                | Cimes                         |
| 2022-Presente | Multienvase      |                               |
| 2022-Presente | -                | CEMEPLA                       |
| 2022-Presente | -                | Mondo Sedie                   |
| 2022-Presente | -                | Pacer                         |

- (*) AB es una marca propia del club, pero es manufacturada por otra empresa.

### Evolución
A partir de enero de 2023 el Club Atlético All Boys cerró un acuerdo con la marca propia AB, quien es la nueva proveedora de la indumentaria oficial la cual satisfizo un listado de distintas prioridades y necesidades que se han analizado en profundidad para tomar esta decisión.

### Titulares
| 1913 | 1945-1946 | 1952 | 1961 | 1963 | 1964 | 1971 | 1972-1973 | 1974 | 1978-1980 |  |

| 1982 | 1983 | 1984-1985 | 1986-1987 | 1987-1988 | 1988-1989 | 1989-1990 | 1990-1991 | 1991-1992 | 1992-1994 |  |

| 1994-1997 | 1997-1998 | 1998-2000 | 2000-2001 | 2001-2002 | 2002-2003 | 2003-2004 | 2004-2005 | 2005-2006 | 2006-2007 |  |

| 2007-2008 | 2008-2009 | 2009-2010 | 2010-2011 | 2011-2012 | 2012-2013 | 2013-2014 | 2014 | 2015 | 2016 |  |

| 2017 | 2018 | 2018-2019 | 2019-2021 | 2021 | 2022 | 2023 | 2024 |

### Suplentes
| 1974 | 1978 | 1982-83 | 1984 | 1989-90 | 1990-91 | 1991-92 | 1992-93 | 1993-94 | 1994-95 |

| 1995-97 | 1997-98 | 1998-2000 | 2000-01 | 2001-02 | 2002-03 | 2003-04 | 2004-05 | 2005-06 | 2006-07 |

| 2007-08 | 2008-09 | 2009-10 | 2010-11 | 2011-12 | 2012-13 | 2013-14 | 2014 | 2015 | 2016 |

| 2016 | 2017 | 2018 | 2018-19 | 2019-21 | 2021 | 2022 | 2023 | 2024 |

### Tercera
| 1994-95 | 1997-98 | 2000-01 | 2009-10 | 2010-11 | 2011-12 | 2012-13 | 2013-14 | 2014 | 2015 |

| 2016 | 2017 | 2018-19 | 2020-21 | 2021-22 | 2022 | 2023 | 2024 |